# Mikashevichy
Mikashevichy (em bielorrusso:  Мікашэвічы, Mikaševičy; em russo:  Микашевичи, Mikashevichi; em polonês/polaco:  Mikaszewicze) é uma cidade no sudoeste do voblast de Brest, Bielorrússia. Está localizada a meio caminho entre as cidades de Brest e Gomel.

## Guerra Polaco-Soviética
Ao final da Primeira Guerra Mundial, Mikaszewicze ocupou um lugar especial no diálogo político que acompanhou a guerra de libertação polaco-soviética. As conversas começaram em outubro de 1919, na pequena estação ferroviária de Mikaszewicze, e continuaram até dezembro daquele ano. Durante as conversas, o marechal Józef Piłsudski informou à delegação bolchevique que a Polônia não estava apoiando o movimento branco de Anton Denikin na Guerra Civil Russa. A troca de prisioneiros foi decidida na estação. No entanto, as negociações logo foram interrompidas. Já informados sobre as intenções polonesas em relação à frente lituano-bielorrussa, os líderes bolcheviques começaram uma concentração progressiva das forças vermelhas na fronteira provisória com a Polônia.

## Esporte e cultura
Mikashevichy é a casa do clube de futebol FC Granit Mikashevichi, que manda seus jogos no Polesye Stadium, na vizinha Luninets.

## Pessoas importantes
- Sviatlana Tsikhanouskaya - política e ativista dos direitos humanos.